# Andrzej Adamowicz (rolnik)
Andrzej Stanisław Adamowicz (ur. 4 września 1947 w Zagórach) – polski polityk, rolnik, poseł na Sejm I kadencji.

## Życiorys
Ukończył w 1973 studia na Wydziale Rolniczym Szkoły Głównej Gospodarstwa Wiejskiego. Prowadził jako rolnik indywidualny własne gospodarstwo, był członkiem Niezależnego Samorządnego Związku Zawodowego Rolników Indywidualnych „Solidarność”, wchodził w skład lokalnych władz tego związku. Zasiadał w radzie gminy Czerniewice. W latach 1991–1993 był posłem I kadencji wybranym z listy Porozumienie Ludowe – „Solidarność” Rolników Indywidualnych w okręgu piotrkowskim; w parlamencie znalazł się w prezydium Klubu Parlamentarnego Porozumienie Ludowe. Brał udział w pracach Komisji Ustawodawczej oraz Komisji Polityki Gospodarczej, Budżetu i Finansów.
Sprawował mandat radnego sejmiku łódzkiego I kadencji (1998–2002) z listy AWS, z rekomendacji ZChN. W wyborach parlamentarnych w 2001 bezskutecznie kandydował z własnego komitetu do Senatu w okręgu piotrkowskim, a w wyborach w 2005 w tym samym okręgu do Sejmu z listy Centrum (wciąż jako członek ZChN).